# Anne-Marie (zangeres)

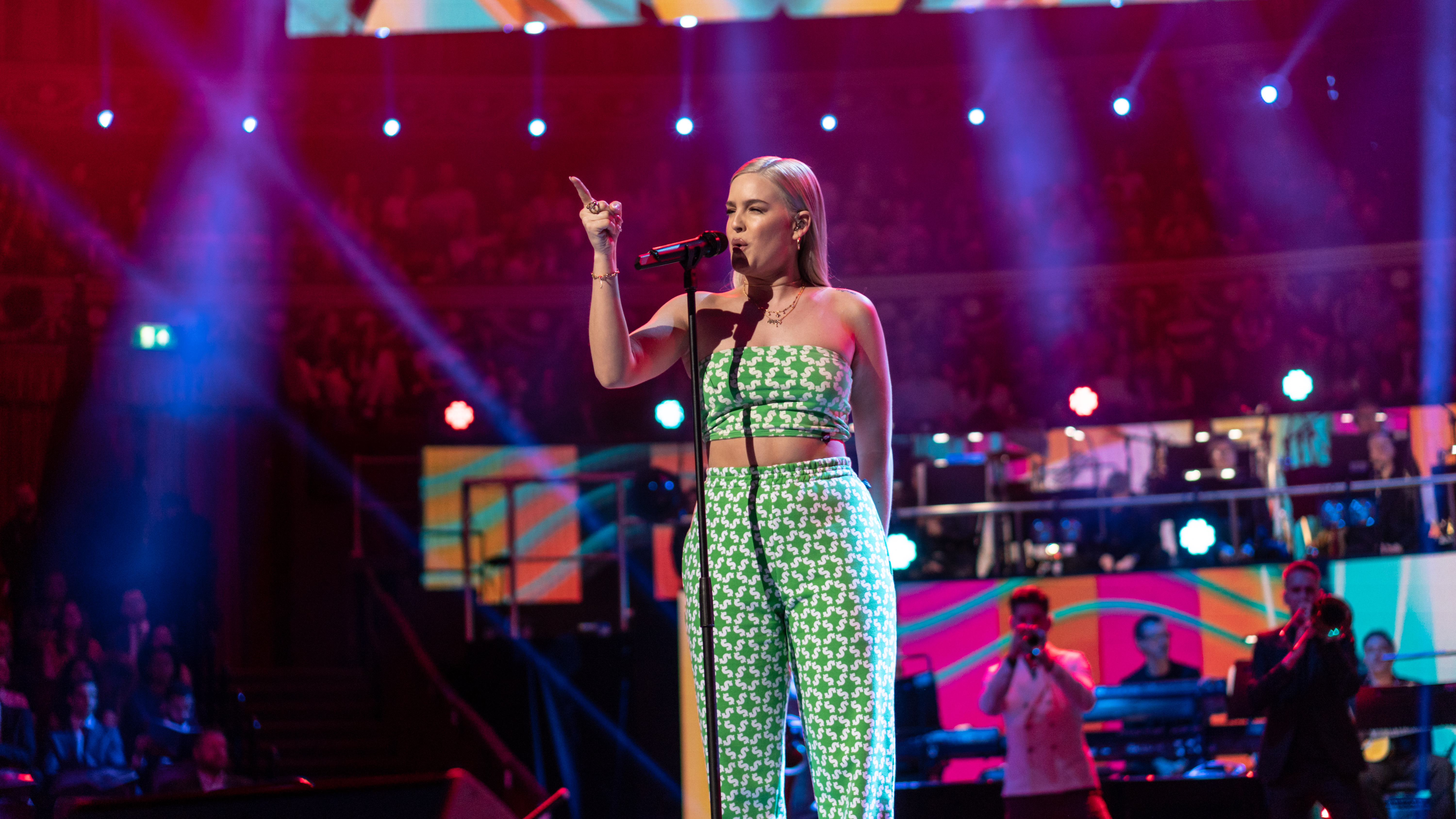
Anne-Marie in 2018

Anne-Marie Rose Nicholson (East Tilbury, Essex, 7 april 1991) is een Britse zangeres. De zangeres werd bekend door haar samenwerking met Clean Bandit voor de single Rockabye. Haar debuutalbum, dat in 2018 uitkwam, bevat ook andere grote hits als Ciao Adios, Friends (ook: FRIENDS) en 2002.

## Levensloop en carrière

### Begin
Anne-Marie werd geboren in Stanford-le-Hope in het graafschap Essex als Anne-Marie Rose Nicholson. Haar vader kwam uit Ierland. Als kind was ze te zien in twee West End-musicalproducties: op zesjarige leeftijd in Les Misérables en op twaalfjarige leeftijd in Whistle Down the Wind. Daarnaast beoefent ze sinds haar negende op hoog niveau shotokan.
Anne-Marie werd in 2015 bekend als zangeres van de hit Rumour Mill van Rudimental. In 2016 scoorde ze een grote hit met Clean Bandit en Sean Paul: Rockabye. In 2017 stond ze op Pinkpop.

### Speak Your Mind
In april 2018 bracht de zangeres haar debuutalbum Speak Your Mind uit met de hits Rockabye, Ciao Adios, Alarm en 2002. Die laatste schreef ze samen met Ed Sheeran, met wie ze goed bevriend is. Ook het nummer Friends, een samenwerking met producer Marshmello, staat op het album. Speak Your Mind kon in zowel de Verenigde Staten als het Verenigd Koninkrijk goud scoren en in Canada zelfs platina. In november 2018 kwam de single Rewrite the Stars, een samenwerking met James Arthur, uit. De single staat op het album The Greatest Showman: Reimagined en scoorde vooral in haar thuisland en Ierland goed.

### Therapy
Op 23 juli 2021 bracht ze haar tweede album uit, getiteld Therapy. Op het album staan onder andere de hit Our Song, die ze uitbracht samen met Niall Horan, Kiss My (Uh Oh) samen met Little Mix, Way Too Long met Nathan Dawe en MoStack en Don't Play met Digital Farm Animals en KSI.

## Privé
Anne-Marie is getrouwd met rapper Slowthai. Het stel heeft samen een dochter en een zoon.

## Discografie

### Albums (Speak Your Mind & Therapy)
| Album met hitnotering(en) in de Vlaamse Ultratop 200 albums | Datum van verschijnen | Datum van binnenkomst | Hoogste positie | Aantal weken | Opmerkingen |
| ----------------------------------------------------------- | --------------------- | --------------------- | --------------- | ------------ | ----------- |
| Speak Your Mind                                             | 27-04-2018            | 05-05-2018            | 3               | 65           |             |
| Therapy                                                     | 24-07-2021            | 31-07-2021            | 3               | 7            |             |
| Unhealthy                                                   | 28-07-2023            | 06-08-2023            | 38              | 1*           |             |

### Singles
| Single met eventuele hitnotering(en) in de Nederlandse Top 40 | Datum van verschijnen | Datum van binnenkomst | Hoogste positie | Aantal weken | Opmerkingen                                                              |
| ------------------------------------------------------------- | --------------------- | --------------------- | --------------- | ------------ | ------------------------------------------------------------------------ |
| Alarm                                                         | 2016                  | -                     | -               | -            | Nr. 55 in de Single Top 100                                              |
| Rockabye                                                      | 2016                  | 25-11-2016            | 1(5wk)          | 24           | met Clean Bandit en Sean Paul / Nr. 1 in de Single Top 100 / Alarmschijf |
| Ciao Adios                                                    | 2017                  | 15-04-2017            | 4               | 23           | Nr. 18 in de Single Top 100 / Alarmschijf                                |
| Either Way                                                    | 2017                  | 05-08-2017            | tip10           | -            | met Snakeships & Joey Bada$$                                             |
| Heavy                                                         | 2017                  | 30-09-2017            | tip10           | -            |                                                                          |
| Then                                                          | 2017                  | 30-12-2017            | tip15           | -            |                                                                          |
| Friends                                                       | 2018                  | 03-03-2018            | 1(2wk)          | 20           | met Marshmello / Nr. 82 in de Single Top 100 / Alarmschijf               |
| 2002                                                          | 2018                  | 28-04-2018            | tip4            | -            | Nr. 53 in de Single Top 100                                              |
| Let Me Live                                                   | 2018                  | 07-07-2018            | 28              | 6            | met Rudimental, Major Lazer & Mr. Eazi / Alarmschijf                     |
| Don't Leave Me Alone                                          | 2018                  | 04-08-2018            | 24              | 8            | met David Guetta / Nr. 94 in de Single Top 100 / Alarmschijf             |
| Perfect to Me                                                 | 2018                  | 10-11-2018            | tip17           | -            |                                                                          |
| Rewrite the Stars                                             | 2018                  | 08-12-2018            | 10              | 17           | met James Arthur / Alarmschijf                                           |
| Fuck, I'm Lonely                                              | 2019                  | 10-08-2019            | tip7            | -            | met Lauv                                                                 |
| Birthday                                                      | 2020                  | 15-02-2020            | tip3            | -            |                                                                          |
| Don't Play                                                    | 2021                  | 23-01-2021            | tip20           | -            | met KSI & Digital Farm Animals                                           |
| Our Song                                                      | 2021                  | 10-07-2021            | 32              | 10           | met Niall Horan                                                          |
| Kiss My (Uh-Oh)                                               | 2021                  | 18-09-2021            | tip16           | 4            | met Little Mix                                                           |
| Baby Don't Hurt Me                                            | 2023                  | 16-04-2023            | 5               | 8            | met David Guetta                                                         |
| Unhealthy                                                     | 2023                  | 21-07-2023            | 2               | 22*          | met Shania Twain                                                         |
| Cry Baby                                                      | 2024                  | 09-08-2024            | 10              | 21           | met Clean Bandit & David Guetta / Alarmschijf                            |

| Single met hitnotering(en) in de Vlaamse Ultratop 50 | Datum van verschijnen | Datum van binnenkomst | Hoogste positie | Aantal weken | Opmerkingen                                |
| ---------------------------------------------------- | --------------------- | --------------------- | --------------- | ------------ | ------------------------------------------ |
| Rumour Mill                                          | 20-07-2015            | 25-07-2015            | tip13           | -            | met Rudimental & Will Heard                |
| Do It Right                                          | 20-11-2015            | 12-03-2016            | tip2            | -            |                                            |
| Alarm                                                | 20-05-2016            | 25-06-2016            | tip5            | -            |                                            |
| Rockabye                                             | 21-10-2016            | 12-11-2016            | 2(2wk)          | 23           | met Clean Bandit en Sean Paul / 2x Platina |
| Ciao Adios                                           | 10-02-2017            | 25-02-2017            | 28              | 21           | Goud                                       |
| Remember I Told You                                  | 26-05-2017            | 10-06-2017            | tip             | -            | met Nick Jonas en Mike Posner              |
| Either Way                                           | 28-07-2017            | 19-08-2017            | tip             | -            | met Snakehips & Joey Bada$$                |
| Heavy                                                | 22-09-2017            | 30-09-2017            | 31              | 2            |                                            |
| Friends                                              | 09-02-2018            | 17-02-2018            | 2               | 27           | met Marshmello / Platina                   |
| 2002                                                 | 01-06-2018            | 28-04-2018            | 23              | 21           | Goud                                       |
| Let Me Live                                          | 15-06-2018            | 23-06-2018            | 16              | 18           | met Rudimental, Major Lazer & Mr. Eazi     |
| Don't Leave Me Alone                                 | 27-07-2018            | 04-08-2018            | 27(2wk)         | 18           | met David Guetta                           |
| Perfect to Me                                        | 02-11-2018            | 17-11-2018            | 35              | 3            |                                            |
| Rewrite the Stars                                    | 16-11-2018            | 24-11-2018            | 7               | 16           | met James Arthur                           |
| Fuck, I'm Lonely                                     | 2019                  | 17-08-2019            | 21              | 17           | met Lauv                                   |
| Birthday                                             | 2020                  | 22-02-2020            | 47              | 1            |                                            |
| Her                                                  | 2020                  | 11-04-2020            | tip48           | -            |                                            |
| To Be Young                                          | 2020                  | 25-07-2020            | tip             | -            | met Doja Cat                               |
| Come Over                                            | 2020                  | 05-09-2020            | tip             | -            | met Rudimental & Tion Wayne                |
| Think of Christmas                                   | 2020                  | 12-12-2020            | tip17           | -            |                                            |
| Don't Play                                           | 2021                  | 23-01-2021            | tip14           | -            | met KSI & Digital Farm Animals             |
| Our Song                                             | 2021                  | 10-07-2021            | 50              | 1            | met Niall Horan                            |
| Baby Don't Hurt Me                                   | 2023                  | 16-04-2023            | 10              | 17           | met David Guetta                           |
| Unhealthy                                            | 2023                  | 21-07-2023            | 4               | 34           | met Shania Twain                           |
| Cry Baby                                             | 2024                  | 16-08-2024            | 23              | 22*          | met Clean Bandit & David Guetta            |

- Gemeinsame Normdatei: 1159652872
- International Standard Name Identifier: 0000 0004 7791 5524
- Library of Congress Control Number: no2017058665
- MusicBrainz: e3d5b5ec-101a-4529-9f2d-01dca64cf44e
- Nationale Bibliotheek van Israël: 987007375518605171
- Virtual International Authority File: 6704149489113293810001
- WorldCat: E39PBJjhFTGPVwq8VWg7HvtYfq